# Maria la Giudea
Maria la Giudea, anche conosciuta come Maria Prophetissima, Maria Prophetissa, Miriam la Profetessa, Maria d'Alessandria (fl. III secolo), è stata una filosofa ed alchimista, che si ritiene sia vissuta nei territori dell'Impero Romano orientale, probabilmente ad Alessandria d'Egitto, tra il primo ed il terzo secolo d.C..
A lei viene attribuita l'invenzione di diversi apparati chimici ed alchemici e viene considerata la prima alchimista nella storia dell'Occidente a non essere una figura inventata.

## Biografia e ipotesi
Non esistono documenti che possano testimoniare il luogo esatto dove ella visse, né la data della sua morte. Gli alchimisti del passato credevano che Maria fosse in realtà Miriam, sorella di Mosè  e del profeta Aronne, ma queste parentele fanno parte più del mito e della leggenda, che non della realtà riguardante questo personaggio.
La più concreta menzione di Maria la Giudea nel contesto dell'alchimia viene da Zosimo di Panopoli, che nel IV secolo scrisse il più antico testo alchemico conosciuto.
Zosimo descrive molti degli esperimenti compiuti da Maria e degli strumenti inventati da lei, inoltre nei suoi scritti ella viene sempre menzionata come una dei "saggi" vissuti nel passato. Giorgio Sincello, un cronista Bizantino del secolo VIII, presenta Maria come una insegnante di Democrito, il quale la incontrò a  Menfi, in Egitto, al tempo di Pericle. Il testo del decimo secolo intitolato Kitāb al-Fihrist di Ibn al-Nadim la cita come uno dei cinquantadue più famosi alchimisti, che conosceva la preparazione del caput mortuum.
Il filosofo romano Moriene la chiamò “Maria la profetessa” e gli Arabi la conoscevano come la "Figlia di Platone" il nome che in seguito nell'alchimia occidentale, venne riservato allo zolfo bianco.
Infine, nel secondo libro di Alessandro, del poeta persiano Nezāmi-ye Ganjavī, Maria è una principessa siriana che visita la corte di Alessandro Magno dove impara da Aristotele, assieme ad altre cose, anche l'arte di creare l'oro filosofale.

## Opere

### Libri
Maria scrisse diversi libri di alchimia. Sebbene nessuno dei suoi lavori sia sopravvissuto nella loro forma originale, i suoi insegnamenti furono citati doviziosamente da autori ermetici successivi. Lo scritto principale che è sopravvissuto è un estratto fatto da un anonimo filosofo cristiano, chiamato Il dialogo fra Maria e Aros sul magistero di Hermes, in cui sono descritte e definite molte operazioni che saranno in seguito la base dell'alchimia, come la leukosis (sbiancamento) e xanthosis (ingiallimento). La prima si raggiunge attraverso la macinazione, la seconda attraverso la calcinazione.

Diversi aforismi ermetici dell'alchimia sono stati attribuiti a Maria Profetessa. Si dice che abbia parlato dell'unione degli opposti:

Il motto successivo è chiamato assioma di Maria:
(Psicologia e Alchimia - Carl Gustav Jung - edizione Bollati Boringhieri - pag. 27)
Lo psicologo Carl Gustav Jung lo adoperò come una metafora del processo di individuazione.

### Invenzioni
Tra tutte le invenzioni che sono state attribuite a questo personaggio, la più celebre e comune è la cottura nel bagno di acqua bollente, che da lei prende nome, il bagnomaria (Balneum Mariae), molto utile e spesso usato in tanti processi chimici dove è necessario un riscaldamento od una cottura di tipo dolce, questo termine venne introdotto da Arnaldo da Villanova nel XIV secolo.